# Хорватский национальный театр (Сплит)
Хорватский национальный театр в Сплите (хорв. Hrvatsko narodno kazalište u Splitu) — национальный театр в хорватском городе Сплите, старейший из сохранившихся (театр был открыт в 1893 году) и главная оперная и театральная сцена, значительный культурный центр в Далмации.
Театром владеет и управляет город (Сплит), заведение подчинено Министерству культуры Хорватии.

## История
Здание театра было построено специально для сплитского городского театра в 1893 году в бытность тогдашнего мэра Гайо Булата (Gajo Bulat); спроектировали его местные архитекторы Эмиль Векьетти (Emil Vecchietti) и Анте Безич (Ante Bezić), тогда как внутреннее убранство выполнили Эуженио Скомпарини (Eugenio Scomparini), Наполеон Коззи (Napoleone Cozzi) и Иосиф Варводич (Josip Varvodić). Театр, ёмкость которого составляла 1 000 зрительских мест при тогдашнем населении Сплита 16 000 человек, был тогда крупнейшим в Юго-Восточной Европе. Сооружение изначально было предназначено для театральных постановок странствующих трупп (преимущественно итальянских), поскольку постоянно действующего драматического коллектива в Сплите в конце XIX века просто не существовало.
Первая профессиональная театральная труппа появилась в городе в 1920 году, когда здание подверглось первому обновлению и когда театр был переименован в Национальный театр Далмации. В 1928 году, во времена Королевства Югославия, театр был объединён с сараевским национальным театром, затем переименован в Национальный театр для западных регионов (сербохорв. Narodno pozorište za zapadne oblasti). В том же году профессиональная театральная труппа, которая существовала в Сплите, была расформирована властью. Тем не менее, группа артистов во главе с Иво Тиярдовичем организовала сплитское театральное общество, которое продолжало ставить и исполнять оперы и оперетты в 1930-е годы.
В 1940 году театр пережил непродолжительный период настоящего возрождения, когда он получил своё нынешнее название и впервые на своей сцене принимал постановки опер, драм и балетов. Первым управляющим театра стал Тиярдович, драматическую часть возглавил Марко Фотез (Marko Fotez), а оперной и балетной руководили соответственно Оскар Йозефович (Oskar Jozefović) и Ана Роэ (Ana Roje). Однако период расцвета не продлился долго, потому что опять театр был закрыт уже в 1941 году с началом итальянской оккупации во время Второй мировой войны, когда часть южной Хорватии была включена в состав Губернаторства Далмация. После окончания Второй мировой войны театр возобновил свою работу с 1 июля 1945 года и свой первый сезон открыл в сентябре того же года исполнением пьесы хорватского автора Мирко Боговича.
С тех пор и до настоящего времени театр работает на постоянной основе. Лишь однажды, в феврале 1970 года, здание театра было почти полностью уничтожено в огне пожара. В течение следующего десятилетия (1970-е) сплитская театральная труппа давала спектакли в других местах в городе, пока вновь восстановленный театр не открыл свои двери в мае 1980 года.

## Современность
На сцене HNK Split ежегодно проходит около 300 спектаклей, которые посещают около 120 тысяч зрителей. Среди постановок — от 20 до 40 оперных, балетных и драматических спектаклей в год, в дополнение к многочисленным симфонических концертам, исполняемым оркестром заведения. Театр официально объявлен как «лучший театр в Далмации» и «один из крупнейших и старейших театров Средиземноморья».
Кроме постановок из регулярного репертуара Хорватский национальный театр в Сплите также организует 2 уже традиционных ежегодных фестиваля:
- «Сплитское лето» (хорв. Splitsko ljeto) — летний театральный фестиваль в Сплите, созданный в 1954 году, второй по возрасту фестиваль исполнительского искусства в стране (после Дубровницкого). Обычно проводится в течение 30-дневного периода с середины июля до середины августа и включает в себя большое количество различных мероприятий — организованные под открытым небом джазовые выступления и концерты классической музыки, художественные выставки, театральные постановки и шоу с современными танцами на городских площадях. Часть фестивальной программы обычно проводится в исторических местах, таких как дворец Диоклетиана[5].
- Дни Марулича (хорв. Marulićevi dani) — были начаты в 1991 году по случаю 490-го юбилея публикации «Юдифь», одного из важнейших произведений хорватской литературы, написанного автором XVI века Марком Маруличем. Фестиваль, который длится в течение недели, происходит в форме показа-смотра лучших достижений в хорватской драматургии за прошлый год. Главным призом фестиваля, спонсором которого выступает Министерство культуры Хорватии, является премия Марина Држича автору лучшей пьесы, написанной в прошлом году[6].